# Dreamers in Colour
Dreamers in Colour je osmi studijski album slovensko-hrvaške elektronske skupine Borghesia, ki je izšel leta 1991 pri založbi Play It Again Sam Records.

## Seznam pesmi
Vso glasbo je napisala Borghesia. Vsa besedila je napisal Aldo Ivančić.
| Št. | Naslov                  | Dolžina |
| --- | ----------------------- | ------- |
| 1.  | „Twins (Part II)‟       | 2:04    |
| 2.  | „400‟                   | 4:37    |
| 3.  | „Power City‟            | 4:53    |
| 4.  | „Emotional Too‟         | 5:21    |
| 5.  | „Space Cake‟            | 4:16    |
| 6.  | „Emotional‟ (Elegy Mix) | 2:44    |
| 7.  | „Emotional‟             | 5:18    |
| 8.  | „Empty Cities‟          | 3:00    |
| 9.  | „Game's Over‟           | 5:05    |
| 10. | „Scum‟                  | 5:20    |
| 11. | „Never Trust a Soldier‟ | 4:10    |
| 12. | „Scum Sax‟              | 5:20    |
| 13. | „Revenge‟               | 4:08    |
| 14. | „Twins (Part I)‟        | 2:46    |

## Zasedba
Borghesia
- Aldo Ivančić — snemanje, producent, sampler, programiranje
- Dario Seraval — programiranje

Dodatni glasbeniki
- Bogo Pečnikar — saksofon (1)
- Tom Tronton — vokal
- Nikola Sekulović — bas kitara (3, 7, 9, 10)
- Borut Kržišnik — kitara (7–10)
- Lado Jakša — klarinet, sintesajzer (2), orgle

Tehnično osebje
- Mark Angelo — miks
- Andrej Nanut — inženir (1–12)
- Silvester Žnidaršič — inženir